# Pseudepipona lativentris
Pseudepipona lativentris är en stekelart som först beskrevs av Henri Saussure 1856.  Pseudepipona lativentris ingår i släktet Pseudepipona och familjen Eumenidae.

## Underarter
Arten delas in i följande underarter:
- P. l. cypria
- P. l. rubricans